# روبرت لفلر
روبرت لفلر (آلمانی: Robert Leffler; ۹ ژانویهٔ ۱۸۶۶ – ۱۵ مارس ۱۹۴۰) هنرپیشه اهل آلمان بود.
از فیلم‌ها یا برنامه‌های تلویزیونی که وی در آن نقش داشته‌است می‌توان به ولگرد، قلعه اشباح، خاک سوزان، تبعید، ویلیام تل، مرد پولادین و ماجراجویان اشاره کرد.